# FCW Florida Tag Team Championship
Der FCW Florida Tag Team Championship war der Tag-Team-Titel der WWE-Entwicklungsliga Florida Championship Wrestling (FCW). Er existierte vom 23. Februar 2008 bis zum 14. August 2012, als die Promotion ihren Namen WWE NXT änderte. Wie alle Titel im Wrestling wurde der Titel im Rahmen einer Storyline vergeben.

## Geschichte
Der Titel wurde erstmals am 23. Februar 2008 bei einer House Show der FCW in Port Richey, Florida der Öffentlichkeit vorgestellt. Erste Titelträger wurden The Puerto Rican Nightmares (Eddie Colón und Eric Pérez), die den Titel in einem nachfolgenden Turnier gewannen. Im Finale besiegten sie Steve Lewington und Heath Miller. Sie waren auch das Team, das den Titel am häufigsten gewann. Am längsten hielten dagegen The Rotundos (Bo Rotundo und Duke Rutondo) mit 161 Tagen den Titel.
Insgesamt gewannen 26 Tag-Teams bestehend aus 45 verschiedenen Wrestlern den Titel. Am 14. August 2012 wurde der Titel eingestellt, nachdem sich die FCW in WWE NXT umbenannte. Der NXT Tag Team Championship ersetzte anschließend den Titel. Letzte Titelhalter wurden damit Rick Victor und Brad Maddox.

## Liste der Titelträger
| #  | Champion                                                                | Nr. | Tage | Datum des Titelgewinns | Ort                      | Veranstaltung  | Bemerkung                                                                                       |
| -- | ----------------------------------------------------------------------- | --- | ---- | ---------------------- | ------------------------ | -------------- | ----------------------------------------------------------------------------------------------- |
| 1  | Puerto Rican Nightmares (Eddie Colon und Eric Perez)                    | 1   | 29   | 23. Februar 2008       | Port Richey, Florida     | Liveshow       | Gewannen ein Turnierfinale gegen Steve Lewington und Heath Miller.                              |
| 2  | Brad Allen und Nic Nemeth                                               | 1   | 23   | 23. März 2008          | Port Richey, Florida     | Liveshow       |                                                                                                 |
| 3  | Puerto Rican Nightmares (Eddie Colon und Eric Perez)                    | 2   | 22   | 15. April 2008         | Port Richey, Florida     | Liveshow       |                                                                                                 |
| 4  | The Empire (Drew McIntyre und Stu Sanders)                              | 1   | 66   | 6. Mai 2008            | Port Richey, Florida     | Liveshow       |                                                                                                 |
| 5  | Gabe Tuft und Joe Hennig                                                | 1   | 3    | 12. Juli 2008          | Port Richey, Florida     | Liveshow       |                                                                                                 |
| 6  | The Empire (Drew McIntyre und Stu Sanders)                              | 2   | 2    | 15. Juli 2008          | Port Richey, Florida     | Liveshow       |                                                                                                 |
| 7  | Puerto Rican Nightmares (Eddie Colon und Eric Perez)                    | 3   | 30   | 17. Juli 2008          | Tampa, Florida           | Liveshow       |                                                                                                 |
| 8  | Gavin Spears und Nic Nemeth (2)                                         | 1   | 26   | 16. August 2008        | New Port Richey, Florida | Liveshow       |                                                                                                 |
| 9  | Heath Miller/Sebastian Slater und Joe Hennig (2)                        | 1   | 49   | 11. September 2008     | Tampa, Florida           | Liveshow       |                                                                                                 |
| 10 | Next Generation Hart Foundation (DH Smith und TJ Smith)                 | 1   | 42   | 30. Oktober 2008       | Tampa, Florida           | FCW            |                                                                                                 |
| 11 | Johnny Curtis und Tyler Reks (2)                                        | 1   | 140  | 11. Dezember 2008      | Tampa, Florida           | FCW            |                                                                                                 |
| 12 | The Dude Busters (Caylen Croft und Trent Barreta)                       | 1   | 70   | 30. April 2009         | Tampa, Florida           | FCW            |                                                                                                 |
| 13 | Justin Gabriel und Kris Logan                                           | 1   | <1   | 23. Juli 2009          | Tampa, Florida           | FCW            |                                                                                                 |
| 14 | The Rotundos (Bo Rotundo und Duke Rotundo)                              | 1   | 119  | 23. Juli 2009          | Tampa, Florida           | FCW            |                                                                                                 |
| 15 | The Dude Busters (Caylen Croft (2), Trent Barreta (2) und Curt Hawkins) | 1   | 58   | 19. November 2009      | Tampa, Florida           | FCW            | Den Titel gewannen Hawkins und Croft. Anschließend wurde er nach der Freebirds Rule verteidigt. |
| 16 | The Fortunate Sons (Joe Hennig (3) und Brett DiBiase)                   | 1   | 58   | 14. Januar 2010        | Tampa, Florida           | FCW            | Besiegten Caylen Croft und Trent Barreta.                                                       |
| 17 | The Usos (Jimmy Uso und Jules/Jey Uso)                                  | 1   | 82   | 13. März 2010          | Crystal River, Florida   | Liveshow       |                                                                                                 |
| 18 | Los Aviadores (Epico und Hunico)                                        | 1   | 42   | 3. Juni 2010           | Tampa, Florida           | Liveshow       |                                                                                                 |
| 19 | Kaval und Michael McGillicutty (4)                                      | 1   | 1    | 15. Juli 2010          | Tampa, Florida           | Liveshow       |                                                                                                 |
| 20 | Los Aviadores                                                           | 2   | 28   | 16. Juli 2010          | Sebring, Florida         | Liveshow       |                                                                                                 |
| 22 | Derrick Bateman und Johnny Curtis (2)                                   | 1   | 84   | 12. August 2010        | Tampa, Florida           | FCW            |                                                                                                 |
| 22 | Wes Brisco und Xavier Woods                                             | 1   | 27   | 4. November 2010       | Tampa, Florida           | FCW            |                                                                                                 |
| –  | vakant                                                                  | –   | –    | 1. Dezember 2010       | Tampa, Florida           | Liveshow       | Verloren den Titel, nachdem Brisco wegen Verletzung längere Zeit ausfallen musste.              |
| 23 | Damien Sandow und Titus O’Neil                                          | 1   | 112  | 3. Dezember 2010       | Plant City, Florida      | Liveshow       | Besiegten Xavier Woods und Mason Ryan.                                                          |
| 24 | Richie Steamboat und Seth Rollins                                       | 1   | 48   | 25. März 2011          | Miami, Florida           | Liveshow       |                                                                                                 |
| 25 | Calvin Raines und Big E Langston                                        | 1   | 70   | 12. Mai 2011           | Tampa, Florida           | FCW            |                                                                                                 |
| 26 | CJ Parker und Donnie Marlow                                             | 1   | 105  | 21. Juli 2011          | Tampa, Florida           | FCW            |                                                                                                 |
| 27 | Brad Maddox und Briley Pierce                                           | 1   | 91   | 3. November 2011       | Tampa, Florida           | FCW            |                                                                                                 |
| –  | vakant                                                                  | –   | –    | 2. Februar 2012        | Tampa, Florida           | FCW            | Verloren den Titel, nachdem Briley Pierce wegen Verletzung längere Zeit ausfallen musste.       |
| 28 | The Rotundos                                                            | 2   | 42   | 2. Februar 2012        | Tampa, Florida           | FCW            | Besiegten Brad Maddox und Eli Cottonwood, um den vakanten Titel zu erlangen.                    |
| 29 | Corey Graves und Jake Carter                                            | 1   | 29   | 15. März 2012          | Tampa, Florida           | FCW            |                                                                                                 |
| 30 | Leakee und Mike Dalton                                                  | 1   | 28   | 15. Juni 2012          | Palatka, Florida         | Liveshow       |                                                                                                 |
| 31 | CJ Parker (2) und Jason Jordan                                          | 1   | 15   | 13. Juli 2012          | Punta Gorda, Florida     | Liveshow       |                                                                                                 |
| 32 | Rick Victor und Brad Maddox (2)                                         | 1   | 17   | 28. Juli 2012          | Melbourne, Florida       | Liveshow       |                                                                                                 |
| -  | Deaktiviert                                                             | –   | –    | -                      | 14. August 2012          | Tampa, Florida | FCW wurde zu WWE NXT.                                                                           |

## Statistik
Nach Team
| Rang | Team                                                            | Anzahl | Tage (insgesamt) |
| ---- | --------------------------------------------------------------- | ------ | ---------------- |
| 1    | The Rotundos (Bo Rotundo und Duke Rotundo/Husky Harris)         | 2      | 161              |
| 2    | Johnny Curtis und Tyler Reks                                    | 1      | 140              |
| 3    | Damien Sandow und Titus O’Neil                                  | 1      | 112              |
| 4    | CJ Parker und Donnie Marlow                                     | 1      | 105              |
| 5    | Corey Graves and Jake Carter                                    | 1      | 93               |
| 6    | Brad Maddox und Briley Pierce                                   | 1      | 91               |
| 7    | The Dude Busters (Caylen Croft und Trent Barreta)               | 1      | 84               |
| 7    | Derrick Bateman and Johnny Curtis                               | 1      | 84               |
| 9    | The Usos (Jimmy Uso and Jules/Jey Uso)                          | 1      | 82               |
| 10   | The Puerto Rican Nightmares (Eddie Colón und Eric Pérez)        | 3      | 80               |
| 11   | The Empire (Drew McIntyre und Stu Sanders)                      | 2      | 74               |
| 12   | Los Aviadores (Epico und Hunico)                                | 2      | 70               |
| 12   | Calvin Raines und Big E Langston                                | 1      | 70               |
| 14   | The Fortunate Sons (Joe Hennig und Brett DiBiase)               | 1      | 58               |
| 15   | The Dude Busters (Caylen Croft, Trent Barreta und Curt Hawkins) | 1      | 56               |
| 16   | Heath Miller/Sebastian Slater und Joe Hennig                    | 1      | 49               |
| 17   | Richie Steamboat und Seth Rollins                               | 1      | 48               |
| 18   | Next Generation Hart Foundation (DH Smith and TJ Wilson)        | 1      | 42               |
| 19   | Leakee und Mike Dalton                                          | 1      | 28               |
| 20   | Wes Brisco und Xavier Woods                                     | 1      | 27               |
| 21   | Gavin Spears und Nic Nemeth                                     | 1      | 26               |
| 22   | Brad Allen und Nic Nemeth                                       | 1      | 23               |
| 23   | Rick Victor and Brad Maddox                                     | 1      | 17               |
| 24   | CJ Parker and Jason Jordan                                      | 1      | 15               |
| 25   | Gabe Tuft und Joe Hennig                                        | 1      | 3                |
| 26   | Kaval und Michael McGillicutty                                  | 1      | 1                |
| 27   | Justin Gabriel und Kris Logan                                   | 1      | <1               |

Nach Einzelwrestler
| Rang | Wrestler                        | Anzahl | Tage insgesamt |
| ---- | ------------------------------- | ------ | -------------- |
| 1    | Johnny Curtis                   | 2      | 224            |
| 2    | Bo Rotundo                      | 2      | 161            |
| 2    | Duke Rotundo/Husky Harris       | 2      | 161            |
| 3    | Gabe Tuft/Tyler Reks            | 2      | 143            |
| 4    | Caylen Croft                    | 2      | 140            |
| 4    | Trent Barreta                   | 2      | 140            |
| 6    | CJ Parker                       | 2      | 120            |
| 7    | Damien Sandow                   | 1      | 112            |
| 7    | Titus O’Neil                    | 1      | 112            |
| 9    | Joe Hennig/Michael McGillicutty | 4      | 111            |
| 10   | Brad Maddox                     | 2      | 108            |
| 11   | Donnie Marlow                   | 1      | 105            |
| 12   | Corey Graves                    | 1      | 93             |
| 12   | Jake Carter                     | 1      | 93             |
| 13   | Briley Pierce                   | 1      | 91             |
| 14   | Derrick Bateman                 | 1      | 84             |
| 15   | Jimmy Uso                       | 1      | 82             |
| 15   | Jules/Jey Uso                   | 1      | 82             |
| 17   | Eddie Colón                     | 3      | 80             |
| 17   | Eric Pérez                      | 3      | 80             |
| 19   | Drew McIntyre                   | 2      | 74             |
| 19   | Stu Sanders                     | 2      | 74             |
| 21   | Epico                           | 2      | 70             |
| 21   | Hunico                          | 2      | 70             |
| 21   | Big E Langston                  | 1      | 70             |
| 21   | Calvin Raines                   | 1      | 70             |
| 25   | Brett DiBiase                   | 1      | 58             |
| 26   | Curt Hawkins                    | 1      | 56             |
| 27   | Heath Miller/Sebastian Slater   | 1      | 49             |
| 27   | Nic Nemeth                      | 2      | 49             |
| 29   | Richie Steamboat                | 1      | 48             |
| 29   | Seth Rollins                    | 1      | 48             |
| 31   | DH Smith                        | 1      | 42             |
| 31   | TJ Wilson                       | 1      | 42             |
| 33   | Leakee                          | 1      | 28             |
| 33   | Mike Dalton                     | 1      | 28             |
| 35   | Wes Brisco                      | 1      | 27             |
| 35   | Xavier Woods                    | 1      | 27             |
| 37   | Gavin Spears                    | 1      | 26             |
| 38   | Brad Allen                      | 1      | 23             |
| 39   | Rick Victor                     | 1      | 17             |
| 40   | Jason Jordan                    | 1      | 15             |
| 41   | Kaval                           | 1      | 1              |
| 42   | Justin Gabriel                  | 1      | <1             |
| 42   | Kris Logan                      | 1      | <1             |